# Stiftung Fürst Liechtenstein
Stiftung Fürst Liechtenstein ist eine private Stiftung des Fürsten von Liechtenstein. Diese Stiftung hält fast das gesamte Vermögen des Fürstenhauses, darunter eine der größten privaten Kunstsammlungen der Welt, die LGT Group, ein Museum sowie diverse Immobilien in Wien, land- und forstwirtschaftliche Betriebe in Österreich, eine Weinkellerei in Vaduz sowie Beteiligungen an mehreren Unternehmen weltweit.
Genaue Zahlen zum Wert der Stiftung wurden nie bekanntgegeben, doch laut Schätzungen dürfte dieser bei einigen Milliarden Franken liegen.